# 距星
中国古代二十八宿的每宿中作为测量赤经相对标志的恒星称为该宿的距星。距星概念也可以推广到任何一个多星的星官之中。

## 二十八宿的距星
|          | 星宿 | 距星                 |
| -------- | ---- | -------------------- |
| 東方青龍 | 角   | 室女座α星（角宿一）  |
| 東方青龍 | 亢   | 室女座κ星（亢宿一）  |
| 東方青龍 | 氐   | 天秤座α星（氐宿一）  |
| 東方青龍 | 房   | 天蝎座π星（房宿一）  |
| 東方青龍 | 心   | 天蝎座σ星（心宿一）  |
| 東方青龍 | 尾   | 天蝎座μ1星（尾宿一） |
| 東方青龍 | 箕   | 人马座γ星（箕宿一）  |
| 北方玄武 | 斗   | 人马座φ星（斗宿三）  |
| 北方玄武 | 牛   | 摩羯座β星（牛宿一）  |
| 北方玄武 | 女   | 宝瓶座ε星（女宿一）  |
| 北方玄武 | 虚   | 宝瓶座β星（虚宿一）  |
| 北方玄武 | 危   | 宝瓶座α星（危宿一）  |
| 北方玄武 | 室   | 飞马座α星（室宿一）  |
| 北方玄武 | 壁   | 飞马座γ星（壁宿一）  |
| 西方白虎 | 奎   | 仙女座ζ星（奎宿二）  |
| 西方白虎 | 婁   | 白羊座β星（娄宿一）  |
| 西方白虎 | 胃   | 白羊座35（胃宿一）   |
| 西方白虎 | 昴   | 金牛座17（昴宿一）   |
| 西方白虎 | 畢   | 金牛座ε星（毕宿一）  |
| 西方白虎 | 觜   | 猎户座λ星（觜宿一）  |
| 西方白虎 | 参   | 猎户座δ星（参宿三）  |
| 南方朱雀 | 井   | 双子座μ星（井宿一）  |
| 南方朱雀 | 鬼   | 巨蟹座θ星（鬼宿一）  |
| 南方朱雀 | 柳   | 长蛇座δ星（柳宿一）  |
| 南方朱雀 | 星   | 长蛇座α星（星宿一）  |
| 南方朱雀 | 張   | 长蛇座υ1星（张宿一） |
| 南方朱雀 | 翼   | 巨爵座α星（翼宿一）  |
| 南方朱雀 | 軫   | 乌鸦座γ星（轸宿一）  |